# Batracomorphus walkeri
Batracomorphus walkeri är en insektsart som beskrevs av Metcalf 1966. Batracomorphus walkeri ingår i släktet Batracomorphus och familjen dvärgstritar. Inga underarter finns listade i Catalogue of Life.